# Sergiusz (Hensycki)
Sergiusz, imię świeckie Borys Hensycki (ur. 4 grudnia 1951 w Dołynianach) – biskup Ukraińskiego Kościoła Prawosławnego Patriarchatu Moskiewskiego.

## Życiorys
Po ukończeniu instytutu medycznego uzyskał dyplom felczera i pracował przez rok w przychodni dzielnicowej. W latach 1971–1973 odbywał w Czerniowcach obowiązkową służbę wojskową. 15 lipca 1973 przyjął święcenia diakońskie i został skierowany do pracy duszpasterskiej w soborze Zaśnięcia Matki Bożej w Smoleńsku.
W 1983 ukończył naukę w moskiewskim seminarium duchownym. W maju 1985 wstąpił jako posłusznik do ławry Poczajowskiej, gdzie 6 grudnia tego samego roku złożył wieczyste śluby zakonne. 28 sierpnia 1990 przyjął święcenia na hieromnicha. W lutym 1991 został podniesiony do godności archimandryty. 17 lutego tego samego roku wyświęcony na biskupa tarnopolskiego i krzemienieckiego. Już jako hierarcha ukończył wyższe studia teologiczne w Moskiewskiej Akademii Duchownej.
Brał udział w spotkaniu biskupów Ukraińskiego Kościoła Prawosławnego w kwietniu 1992 w Żytomierzu, którego uczestnicy zaapelowali o zwołanie soboru swojego Kościoła, zaś jego zwierzchnika metropolitę Filareta (Denysenkę) oskarżyli o krzywoprzysięstwo. W efekcie spotkania oraz soboru, jaki miał miejsce w tym samym roku, metropolita Filaret został uznany za winnego rozbijania Kościoła i pozbawiony urzędu.
Według informacji podawanych przez prasę ukraińską, jego awans w hierarchii kościelnej wynikał z faktu, iż jako skarbnik ławry Poczajowskiej przekazywał fundusze z prywatnych datków dla Ławry do centralnych organów zarządzających Rosyjskiego Kościoła Prawosławnego. Protektorem Sergiusza w Kościele miał być ówczesny metropolita smoleński i kaliningradzki Cyryl. Zdaniem Serhija Płokhiego, wiadomości te nie mogą zostać jednoznacznie zweryfikowane.
W 1999 podniesiony do godności arcybiskupiej. W 2011 otrzymał godność metropolity.